# Aphthona gomerensis
Aphthona gomerensis là một loài bọ cánh cứng trong họ Chrysomelidae. Loài này được Gruev & Petitpierre miêu tả khoa học năm 1979.